# Ampelisca talsoni
Ampelisca talsoni is een vlokreeftensoort uit de familie van de Ampeliscidae. De wetenschappelijke naam van de soort is voor het eerst geldig gepubliceerd in 1991 door Hirayama.